# Whittier (California)
Whittier este un oraș din Statele Unite din județul Los Angeles, California. La recensământul din 2010, a fost estimată o populație de 85.331 de locuitori.